# Chvaletice
Chvaletice (niem. Chwaleticz) − miasto w Czechach, w kraju pardubickim. Według danych z 31 grudnia 2003 powierzchnia miasta wynosiła 850 ha, a liczba jego mieszkańców 3223 osoby.
Chvaletice położone są na rzece Łabie, która od tego miejsca jest spławna, na wysokości 210 do 310 m n.p.m., na Pogórzu Chwaletickim (cz. Chvaletická pahorkatina), części Gór Żelaznych.
W miejscowości jest przystanek kolejowy Chvaletice.

## Demografia
| Rok             | 1970 | 1980 | 1991 | 2001 | 2003 |
| --------------- | ---- | ---- | ---- | ---- | ---- |
| Liczba ludności | 2539 | 3031 | 3101 | 3322 | 3223 |

Źródło: Czeski Urząd Statystyczny